# Ян з Нєборова
Ян із Неборова, Ян «Кмачола» з Неборова гербу Правдич — польський шляхтич, військовий та державний діяч Польського королівства (Корони). Представник роду Неборовських, які походили чи проживали в Равському воєводстві.
14 квітня 1450 року також 1452 року згаданий як белзький воєвода.